# Bricks Are Heavy
Bricks Are Heavy é o terceiro álbum de estúdio da banda estadunidense L7, lançado em 14 de abril de 1992 pela Slash Records. O carro chefe, "Pretend We're Dead", tornou-se um sucesso e fez a banda "abrir as portas" para as mulheres dentro do grunge.
Bricks Are Heavy foi lançado pouco depois de o grunge ter entrado no mainstream, com o sucesso repentino de Nevermind do Nirvana. Em julho de 1992, a canção "Pretend We're Dead" ganhou popularidade entre as estações de rádio americanas de rock, onde recebeu um regular airplay. No final de agosto, o álbum havia alcançado o primeiro lugar na parada de álbuns Heatseekers da Billboard e duas semanas depois atingiu o número 160 no Billboard 200.
Musicalmente, o disco é mais pesado e mais sujo do que os anteriores da banda e descrito como "melodias cativantes e vocais significativos, com guitarras feias e um fundo rápido, um grunge mas grosso", pela Entertainment Weekly. Embora a banda tenha mantido suas raízes punk e hardcore punk, houve mais ênfase em heavy metal do que antes. Foi produzido por Butch Vig, que é conhecido por seu trabalho com bandas consagradas como Nirvana, Smashing Pumpkins, Sonic Youth e Garbage.

## Recepção da crítica
| Críticas profissionais        | Críticas profissionais |
| Avaliações da crítica         | Avaliações da crítica  |
| Fonte                         | Avaliação              |
| ----------------------------- | ---------------------- |
| AllMusic                      | [ 2 ]                  |
| Christgau's Consumer Guide    | A                      |
| Encyclopedia of Popular Music | [ 4 ]                  |
| Entertainment Weekly          | A                      |
| Los Angeles Times             | [ 5 ]                  |
| MusicHound Rock               | 4.5/5                  |
| Q                             | [ 7 ]                  |
| Rolling Stone                 | [ 8 ]                  |
| The Rolling Stone Album Guide | [ 9 ]                  |
| Spin Alternative Record Guide | 9/10                   |

Em uma crítica contemporânea para a Playboy, Robert Christgau considerou Bricks Are Heavy, como uma "lição prática em como fazer avançar sua música encontrando o mercado pela metade", embora ele acreditasse que não venderia tanto quanto merecia. Ele disse que Vig ajudou L7 a produzir grunge-metal com "misturas intensas de cantiga e acordes energéticos" que "de maneira nenhuma reunirá o ímpeto do Nirvana, mas é tão cativante quanto e um pouco mais desagradável". Greg Kot, do Chicago Tribune, estava menos entusiasmado, escrevendo que não havia muitas músicas boas como "Slide" e "as interpretações, embora certamente ferozes, não são suficientemente variadas para compensar a diferença".
A publicação britânica NME listou Bricks Are Heavy como o 39º melhor álbum de 1992. Em 2015, a revista Spin colocou-o na posição 249 na lista dos "300 melhores álbuns dos últimos 30 anos (1985-2014)".

## Faixas
| N.º            | Título                | Compositor(es)             | Duração |  |
| 1.             | "Wargasm"             | Donita Sparks              | 2:40    |  |
| 2.             | "Scrap"               | Sparks, Brett Gurewitz     | 2:53    |  |
| 3.             | "Pretend We're Dead"  | Sparks                     | 3:53    |  |
| 4.             | "Diet Pill"           | Sparks                     | 4:21    |  |
| 5.             | "Everglade"           | Jennifer Finch, Daniel Ray | 3:18    |  |
| 6.             | "Slide"               | Suzi Gardner, Sparks       | 3:37    |  |
| 7.             | "One More Thing"      | Finch                      | 4:07    |  |
| 8.             | "Mr. Integrity"       | Sparks                     | 4:06    |  |
| 9.             | "Monster"             | Gardner                    | 2:56    |  |
| 10.            | "Shitlist"            | Sparks                     | 2:55    |  |
| 11.            | "This Ain't Pleasure" | Gardner, Caivano           | 2:42    |  |
| Duração total: | Duração total:        | Duração total:             | 37:28   |  |